# Andries Schraver

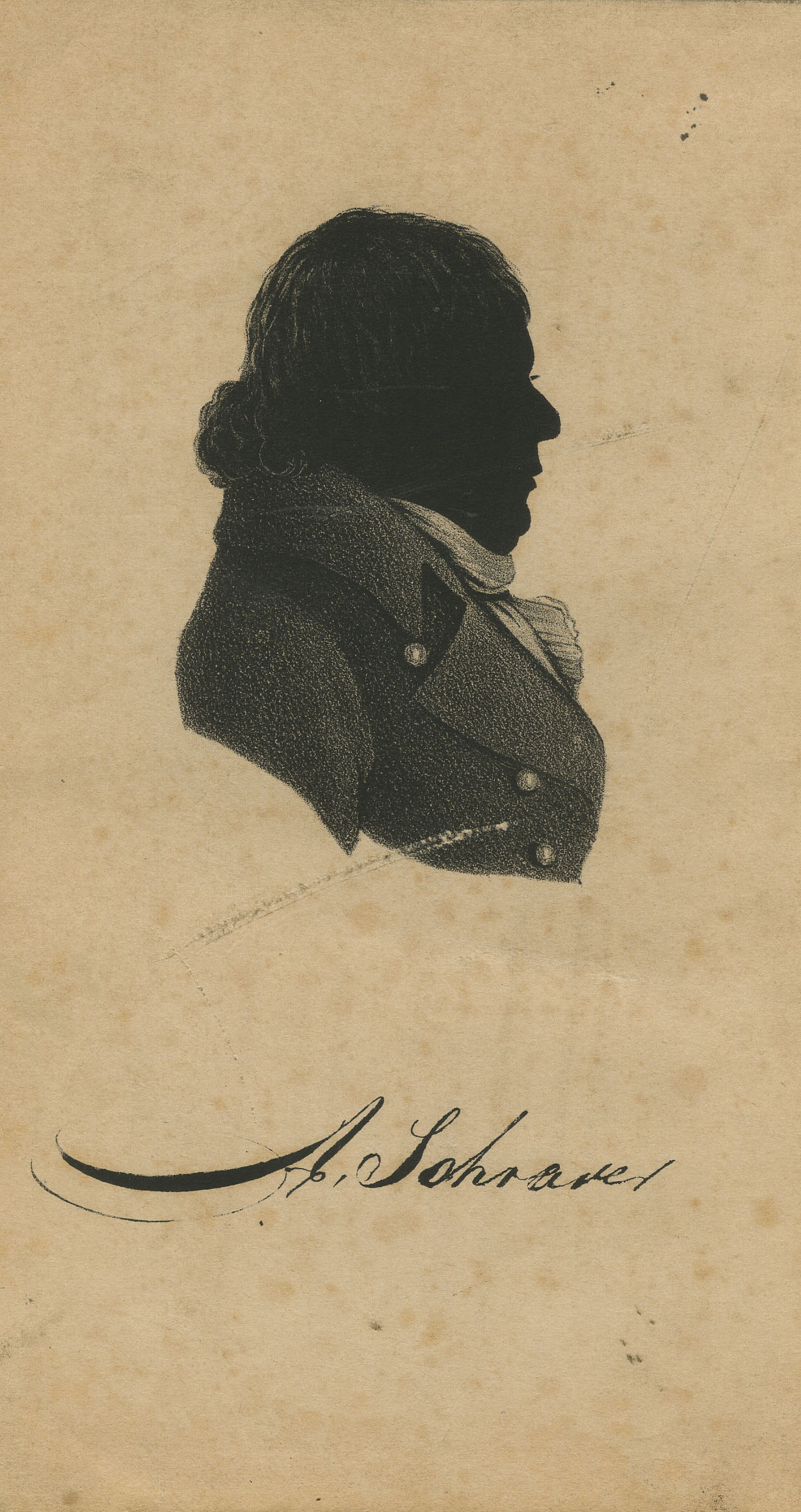
Andries Schraver (1754 - 1826) Zeeuws Waterbouwkundige

Andries Schraver (Brouwershaven, 17 februari 1754 – Terneuzen, 17 juni 1826) was een Zeeuws waterbouwkundig ingenieur. Hij heeft geen opleiding gevolgd, maar heeft zichzelf geschoold in de waterbouw. Hij vond dat er een wiskundige basis nodig was voor goed waterbouwkundig werk.

## Biografische gegevens
Hij verloor heel vroeg zijn moeder, en had een slechte verhouding met zijn vader en stiefmoeder. Op 14-jarige leeftijd liep hij weg van huis en monsterde aan op een koopvaardijschip naar Lissabon. In Lissabon trad hij in dienst bij de vice-admiraal Jan Hendrik van Kinsbergen (van de Russische marine). Met hem nam hij deel aan de Slag bij Çeşme tegen de Turken. Kort daarna nam hij ontslag uit Russische dienst en ging weer op de koopvaardij varen, werd stuurman en ondernam reizen naar o.a. Archangelsk en de Levant. Na een schipbreuk op de Engelse kust (die hem een gebroken borstbeen opleverde), en een gemiste vaart naar Suriname ging hij in 1776 (dus op 22-jarige leeftijd) werken voor een metselaar in Oosterland (op Duiveland).
Zelf oefende hij daar veel in de wiskunde, met hulp van de ontwikkelde landbouwer Huibregtse van de Stolpe. Ook wilde hij die wiskunde op de waterbouwkunde gaan toepassen. In 1788 werd hij benoemd tot opzichter van de Admiraliteitsgebouwen te Middelburg, en in 1795 (dus onder de Bataafse Republiek) adjunct-commies bij de zeewerken te Schouwen. In deze tijd schreef hij ook twee essays voor het Koninklijk Zeeuwsch Genootschap der Wetenschappen. De essays zijn van 1799 en 1804m naar werden pas in 1807 in druk uitgegeven.(zie lijst publicaties).
Bij de reorganisatie van de Rijkswaterstaat in 1800 werd hij benoemd als commissaris-inspecteur, met als dienstkring Schouwen, Duiveland, Tholen en St. Philipsland. In 1807 wordt hij benoemd tot inspecteur in het 11e district. Nederland was toen onder bewind van koning Lodewijk Napoleon, die de organisatie van de waterstaat sterk verbeterde.  Na de annexatie door Frankrijk in 1810 kreeg hij de rang van Ingénieur en chef des Ponts et Chaussées dans le departement des Bouches de l'Escaut. Hij bouwde in die periode ook een goede relatie op met Jan Blanken.
Na de Franse tijd werkte hij in 1817 als Ingenieur van de Rijkswaterstaat in het arrondissement Zierikzee. Op verzoek van Jan Blanken maakte hij de opmerking dat naar zijn mening geen van de ingenieurs die onder hem gewerkt hadden de capaciteiten hadden om binnen de nieuwe Rijkswaterstaat een rang te krijgen, maar wel een aantal van zijn opzichters. Dit voorstel werd gevolgd, en zo werden er vier opzichters tot ingenieur 2e klasse bevorderd, onder andere Pieter Caland en zijn zoon Kornelis Schraver. In 1822 kreeg hij een beroerte en zijn gezondheid begon zoveel problemen te geven, dat hij om eervol ontslag vroeg, dat hij kreeg in 1825. In juni 1827 is hij in de woning van zijn schoonzoon, die arts in Terneuzen was, overleden. 

## Dijkvallen
Zeeland, en met name Schouwen, heeft eeuwenlang last gehad van dijkvallen. Een goede oplossing had men destijds nog niet gevonden, en veelal werden er als noodoplossing extra versterking in de vorm van inlaagdijken aangelegd. Dit was echter heel kostbaar, en ging de dijkvallen zelf niet tegen. Ook Schraver had geen remedie tegen de dijkvallen, maar hij hamerde er wel op dat bij een val er zo snel mogelijk ingegrepen moest worden om te voorkomen dat er kostbare materialen (stenen, perkoenpalen) en ook grond verloren ging. Alhoewel hij over het algemeen zeer op de hand van de lagere dijkwerkers was (hij streed altijd voor een goede betaling) eiste hij van hen ook een uiterste inspanning om tijdens een val en tijdens stormen veel werk op riskante plaatsen te verzetten.
Overigens blijkt uit de stukken van Schraver (en ook van tijdsgenoten) dat een dijkval een proces van uren was, en dus niet het "plotseling" wegzinken van een oever middels zettingsvloeiing, zoals later door A.S. Keverling Buisman in navolging van Karl von Terzaghi was gesteld.

## De Schermhoofden langs het Zijpe
Er waren nogal wat problemen met de erosie langs de oevers van het Zijpe, en het Mastgat. Er zijn hier een veelheid van maatregelen uitgeprobeerd, die allen faalden. Schraver heeft hier uitgebreid over gerapporteerd, deze rapporten worden later aangehaald door F.W. Conrad in zijn boek "Waterbouwkundige aanteekeningen over de Zeeuwsche oeververdediging". De kern van zijn verhaal was eigenlijk dat men de natuur te lang haar eigen gang had laten gaan, waardoor ingrijpen steeds moeilijker werd.

## Advies aan Napoleon
Na de annexatie van Nederland door Frankrijk in 1810 werd Schraver naar Parijs ontboden om de keizer van advies te dienen over dammen tussen Walcheren en Zuid-Beveland, en tussen Zuid-Beveland en de Brabantse Wal om zo de verdediging van Walcheren te vereenvoudigen. Een interessante anekdote hierbij is is dat Napoleon zag dat Schraver een zilveren veldpasser gebruikte die hij van een Engelse ingenieur tijdens de Engelse bezetting van Walcheren had gekregen. Napoleon zag hem dit verfoeide Engelse instrument gebruiken en zei": "Les anglais sont donc vos amis?", waarop Schraver antwoordde: "Sire, dans l'art je ne connais ni amis ni ennemis". Blijkbaar waardeerde Napoleon deze directe houding, want hij gaf hem de volgende dag een gouden horloge. Overigens sprak Schraver slecht Frans, hetgeen zijn carrière tijdens de Franse tijd, maar ook daarna, zeker bemoeilijkt heeft.
- Biografisch Portaal: 52040878
- Virtual International Authority File: 285504776